# Клайн-Берсен
Клайн-Берсен (нем. Klein Berßen) — община в Германии, в земле Нижняя Саксония.
Входит в состав района Эмсланд. Подчиняется управлению Зёгель. Население составляет 1173 человека (на 31 декабря 2010 года). Занимает площадь 16,93 км².

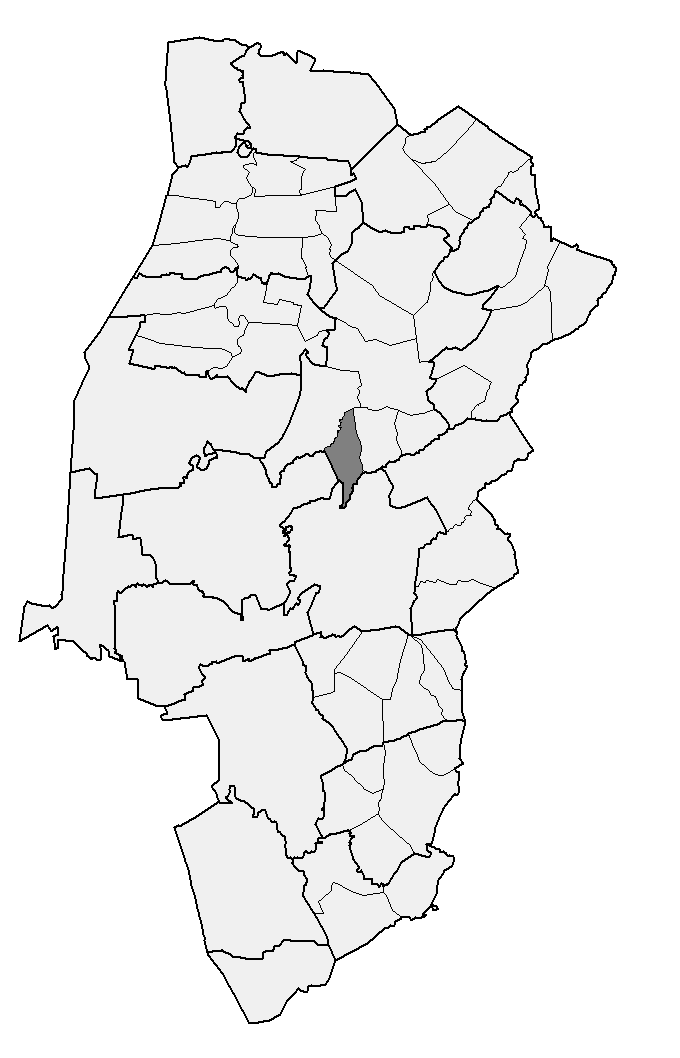
Клайн-Берсен

Клайн-Берсен